# فرن المجمرة المكشوفة

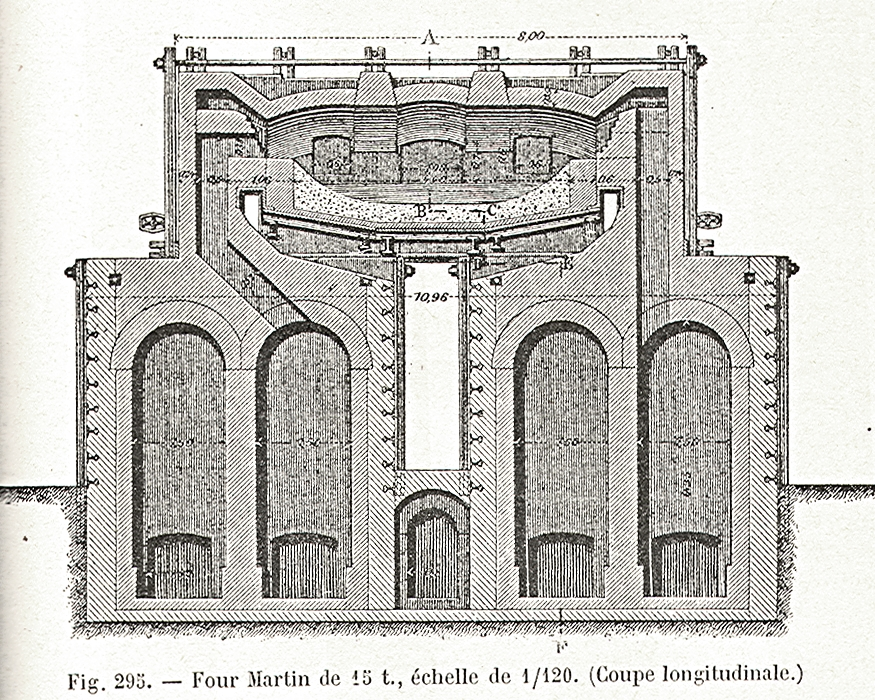
فرن سيمنز منذ 1895

 فرن المجمرة المكشوفة  (بالإنجليزية: Open hearth furnaces) هو أحد أنواع الأفران التي يتم فيها حرق الكربون الزائد والشوائب الأخرى من الحديد الغفل لإنتاج الصلب. لصعوبة إنتاج الصلب، نظراً لارتفاع درجة انصهاره، فكان الوقود والأفران العادية غير كافية لتوليد الحرارة اللازمة لصهر الصلب. لذا تم اختراع فرن المجمرة المكشوفة للتغلب على هذه الصعوبة. أغلق معظم أفران المجمرة المكشوفة قبل تسعينات القرن العشرين بسبب عدم كفاءة الوقود، واستعيض عنها بأفران الأكسجين القاعدي أو أفران القوس الكهربي.
تقنياً، كان أول فرن مجمرة مكشوفة بدائي «الكير الكاتالاني»، الذي اخترع في إسبانيا في القرن الثامن، ولكن من المعتاد أن يقتصر استخدام وصف فرن المجمرة المكشوفة على تلك الأفران التي أخترعت في القرن التاسع عشر.

## فرن سيمنز
اخترع كارل فيلهلم سيمنز، فرن سيمنز في منتصف القرن التاسع عشر، وأعلن في عام 1857 أنه يمكنه إعادة استخدام الحرارة الناتجة من الفرن لتوفير 70-80 % من الوقود. هذا الفرن يعمل في درجات حرارة عالية عن طريق التسخين المُسبق للوقود والهواء اللازمان لعملية الاحتراق. يتم التسخين المُسبق، عن طريق إدخال الغازات الناتجة عن الفرن، وضخها في غرفة تحتوي على الطوب، حيث يتم نقل الحرارة من الغازات إلى الطوب. ثم يتم عكس اتجاه سير الغازات في الفرن بحيث يمر الوقود والهواء عبر الغرفة ويكتسبا حرارة الطوب. ويمكن من خلال هذا الأسلوب، تصبح درجات الحرارة مرتفعة بما يكفي في فرن المجمرة المكشوفة لإذابة الصلب، وإن كان سيمنز لم يكن ينوي استخدامه لهذا السبب في باديء الأمر.

## استخدامه في صناعة الصلب
في عام 1865، حصل المهندس الفرنسي «بيير-إميل مارتن» على ترخيص من سيمنز، واستخدم الفرن لصناعة الصلب. عرفت تلك العملية باسم  عملية سيمنز - مارتن ، وعرف الفرن باسم  فرن المجمرة المكشوفة . تعد أهم مميزات فرن سيمنز هي قدرته على الإنتاج السريع لكميات كبيرة من الصلب القاعدي، المستخدم في بناء ناطحات السحاب. تبلغ سعة الفرن من 50 إلى 100 طن، ولكن في بعض الأحيان تصل إلى 250 أو حتى 500 طن. عملية سيمنز-مارتن تتمم طريقة بسمر ولا تستعيض عنها. وهي بطيئة مما يجعل من السهل السيطرة عليها. كما يمكن استخدامها لصهر كميات كبيرة من الخردة، مما يخفض من تكاليف إنتاج الصلب، يعيد تدوير الخردة التي يصعب التخلص منها.
حلّ فرن أكسجين قاعدي محل فرن المجمرة المكشوفة. ففي الولايات المتحدة، توقف إنتاج الصلب باستخدام أفران المجمرة المكشوفة بحلول عام 1992. أما أكثر الدول استخداماً لأفران المجمرة المكشوفة الآن هي أوكرانيا حيث لا يزال (50 %) من إنتاجها ينتج من أفران المجمرة المكشوفة.

## وصلات خارجية
- Precursors to the Blast Furnace
- Administering Doses of Liquid Iron to Steel Furnaces, Popular Science monthly, February 1919, page 64, Scanned by Google Books: http://books.google.com/books?id=7igDAAAAMBAJ&pg=PA64

## اقرأ أيضا
- طريقة بسمر
- فرن أكسجين قاعدي
- فرن لافح
- فرن القوس الكهربي